# Pomnik Władysława Raczkiewicza w Toruniu
Pomnik Władysława Raczkiewicza w Toruniu – pomnik ostatniego wojewody pomorskiego i pierwszego prezydenta Rzeczypospolitej na uchodźstwie Władysława Raczkiewicza, znajdujący się na placu Teatralnym w Toruniu, przed budynkiem Urzędu Marszałkowskiego Województwa Kujawsko-Pomorskiego. Pomnik zaprojektował Zbigniew Mikielewicz. Uroczyste odsłonięcie monumentu miało miejsce 25 października 2010 roku.
Wykonany z brązu pomnik przedstawia Raczkiewicza w pozycji stojącej, opartego o cokół. Postać Raczkiewicza mierzy dwa metry wysokości. Według Mikielewicza, ujęcie polityka nie na cokole lecz obok niego najlepiej oddało postawę, jaką kierował się w życiu i działalności publicznej Władysław Raczkiewicz. Granitowy cokół symbolizuje biurko. Na froncie wyryto inskrypcję: Władysław Raczkiewicz, Prezydent RP na uchodźstwie 1939-1947, Marszałek Senatu RP 1930 – 1935, Wojewoda Pomorski 1936-1939.
Koszt wykonania rzeźby wyniósł 256 tys. złotych.